# Abia van Juda
Abia of Abiam (Hebreeuws: אביה, Abijah, "Vader van de zee", "Zeeman" of "Jah is mijn vader") was een koning van het koninkrijk Juda. Hij was de zoon en opvolger van Rechabeam. Over wie zijn moeder was, is de Hebreeuwse Bijbel niet eenduidig: in 1 Koningen 15:2 wordt gesproken van Maächa, de dochter van Absalom, 2 Kronieken 13:2 van Micha, de dochter van Uriël, uit Gibea. De regeerperiode van Abia wordt tegenwoordig gedateerd 914 v.Chr. tot 913 v.Chr. of van 913 v.Chr. tot 911 v.Chr..
Aan het begin van zijn regeerperiode voerde Abia oorlog tegen koning Jerobeam I van het koninkrijk Israël in een poging beide landen weer te verenigen. Ondanks de overmacht van Israël wist Abia de slag te winnen en niet minder dan 500.000 soldaten van Israël kwamen om het leven. Abia veroverde de steden Betel, Jesana en Efron.
Abia had veertien vrouwen, bij wie hij tweeëntwintig zonen en zestien dochters verwekte. Na zijn dood werd hij begraven in de Davidsburcht in Jeruzalem en opgevolgd door zijn zoon Asa.